# フランチェスコ・コッシーガ
フランチェスコ・コッシーガ（伊：Francesco Cossiga、1928年7月26日 - 2010年8月17日）は、イタリアの政治家。同国内務大臣、閣僚評議会議長（首相に相当、第62代）、大統領（第8代）を歴任した。
日本の新聞や出版物では通常「コシガ」と表記されるが、原語により近い発音は「コッシーガ」である。

## 人物概要
サルデーニャ島の北にあるサッサリ出身。第二次世界大戦中から政治活動を始める。
長くキリスト教民主党（DC）に所属した。内務大臣在職中の1978年にアルド・モーロ殺害事件が発生している。彼はモーロとの関係が厚く、モーロの救出に尽力したが、失敗に終わった。彼の政敵であるアンドレオッティ首相の暗躍も噂されているが、真相は不明である。
1992年のミラノ地方検察庁による強制捜査に端を発した政官界の大規模汚職「タンジェントポリ」摘発でDCが解体された後の1998年6月に共和国民主連合（UDR）を結党する。しかし翌年、マッシモ・ダレマ内閣への態度をめぐりUDRはコッシガ派とクレメンテ・マステッラ派に分裂。コッシーガは共和国連合（Unione per la Repubblica,UpR）を結党した。
2007年11月30日付のイタリアの有力紙「コッリエーレ・デッラ・セーラ」にて、「911事変はアメリカによる自作自演攻撃だった」と公言した。
2010年8月17日に呼吸不全でローマ市内の病院で死去。

## 略歴
- 1979年8月5日 - 第62代首相に就任。
- 1980年10月18日 - 首相を退任。
- 1983年7月12日 - 元老院議長に就任。
- 1985年7月3日 - 第8代大統領に就任。
- 1992年4月28日 - 一連の問題発言に端を発した弾劾騒動の責任をとって大統領を辞任。
- 2010年8月17日 - 呼吸不全により死去、82歳[1]。